# 托普基
55°16′47″N 85°36′39″E / 55.2797°N 85.6108°E
托普基（俄语：Топки́）是俄羅斯克麥羅沃州西部的一個城市，位於克麥羅沃以西38公里。2002年人口31,004人。
1914年因興建鐵路而建立，1916年鐵路站落成。1933年設市。